# ویلی هوف‌مایستر
ویلی هوف‌مایستر (آلمانی: Willy Hofmeister; نامشخص – نامشخص) بازیکن راگبی ۱۵ نفره اهل آلمان بود.
وی در مسابقات کشوری و بین‌المللی در مجموع برندهٔ ۱ مدال نقره شده‌است.